# International Gay and Lesbian Travel Association

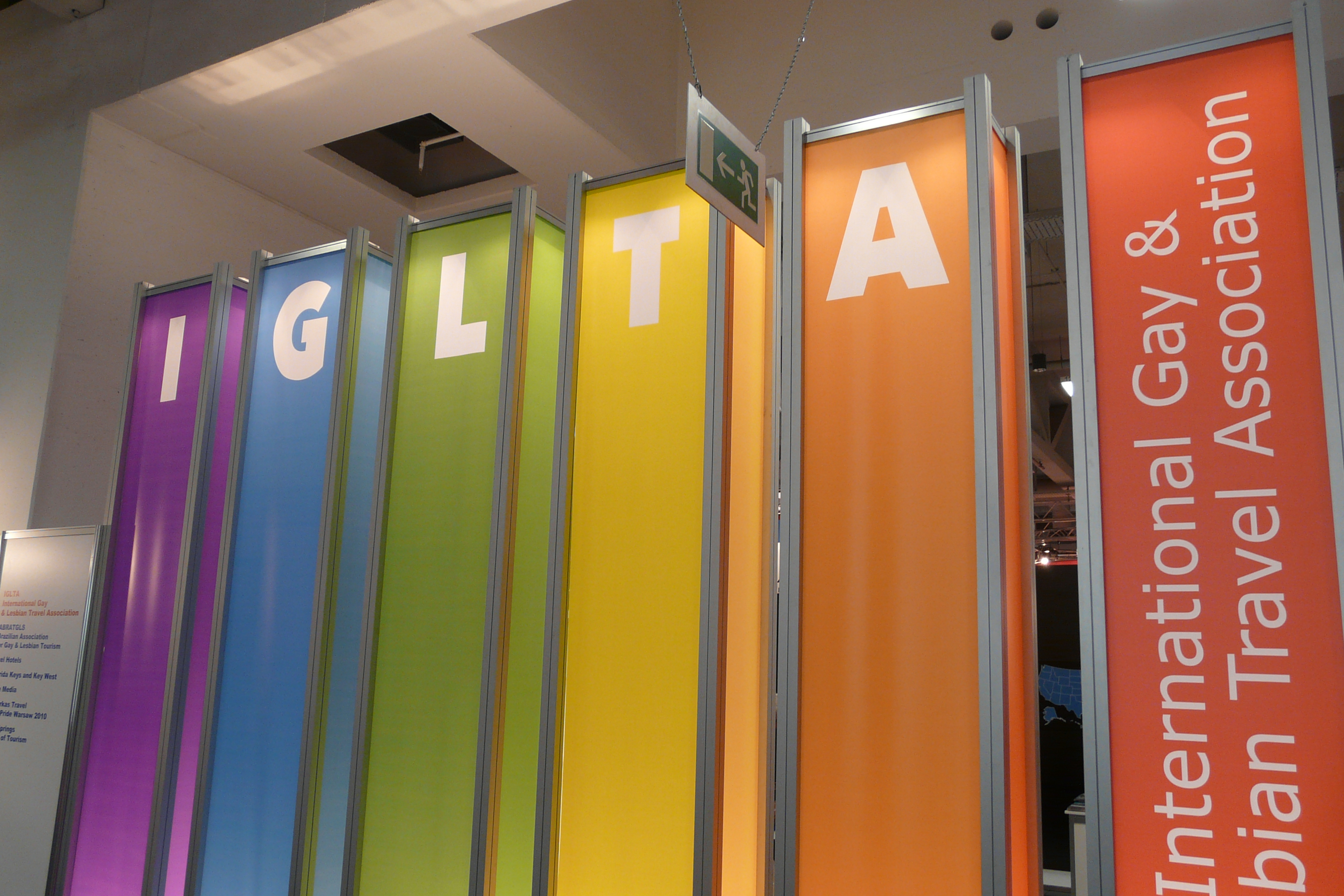
Stand dell'IGLTA alla fiera ITB Berlin 2010

L'IGLTA, sigla di International Gay and Lesbian Travel Association (Associazione Internazionale di Turismo Gay e Lesbico), è una associazione formata da agenti di viaggio, tour operator, hotel, bed and breakfast, enti del turismo, compagnie aeree o aziende comunque legate al mondo dei viaggi, dedicata al turismo gay e lesbico. È stata fondata nel 1983 a Fort Lauderdale, in Florida.
Con oltre 2.000 affiliati sparsi in tutti e 5 i continenti, è la principale organizzazione di questo tipo al mondo.
In Italia, ha svolto l'unico suo congresso nel 2006 a Viareggio, località particolarmente attiva sul fronte del turismo gay.
Dal 10 giugno 2011, in occasione dell'Europride, sono ambasciatori dell'IGLTA in Italia gli imprenditori Alessio De Giorgi ed Alessio Virgili,il giornalista  Alessandro Cecchi Paone.
Svolgerà il suo annual global convention dal 26 al 29 ottobre 2022 a Milano .